# IC 2643
IC 2643 је појединачна звијезда у сазвјежђу Лав која се налази на листи објеката дубоког неба у Индекс каталогу.
Деклинација објекта је + 10° 7' 36" а ректасцензија 11h 14m 26,8s.